# يوريكا: قصيدة نثرية

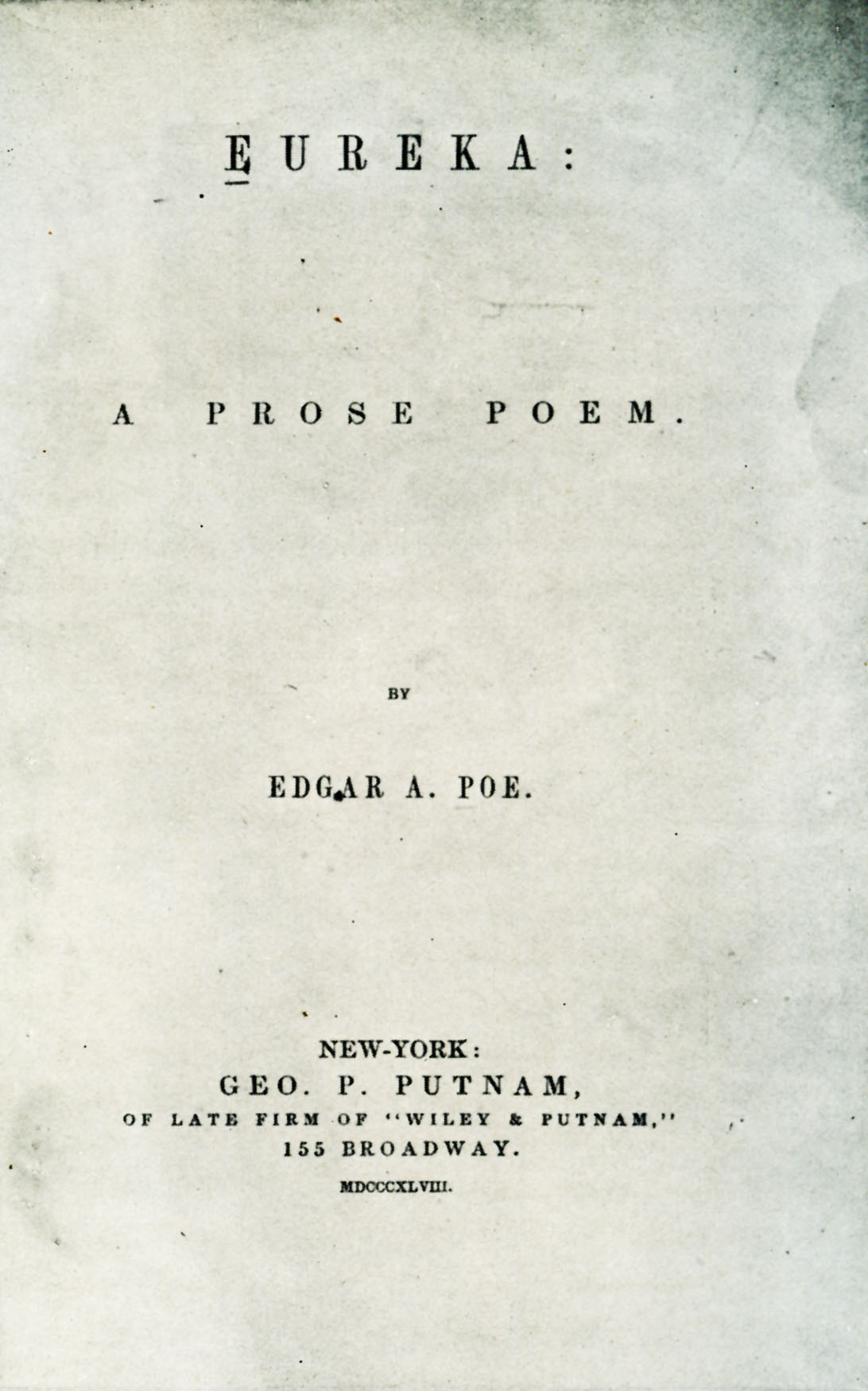
صفحة العنوان من الطبعة الأولى (1848)

يوريكا (بالإنجليزية: Eureka)‏ (صدر عام 1848) هو عمل غير روائي طويل بقلم الكاتب الأمريكي إدغار آلان بو (1809-1849) ويعتبر قصيدة نثرية، إلا أنه وصف أيضا بأنه «مقال عن العالم المادي الروحي». اقتبس بو العمل من محاضرة كان قد قدمها، ويصف أفكار بو البديهية عن طبيعة الكون دون الاعتماد على أي عمل علمي سابق ليصل إلى استنتاجاته. كما يناقش علاقة الإنسان مع الله. وتم إهداء الكتاب لعالم الطبيعة الألماني والمستكشف ألكسندر فون هومبولت. ورغم أن العمل يعتبر أدبيا العمل الأدبي، فإن بعض أفكار بو تسبق الاكتشافات والنظريات العلمية في القرن العشرين. في الواقع فإن التحليل النقدي للمحتوى العلمي لهذا الكتاب يكشف عن علاقة مع علم الكونيات الحديث نظرا لافتراض نظرية الكون المتطور، لكنها تستثني التوقع التاريخي للمفاهيم النسبية مثل الثقوب السوداء.
وكان استقبال كتاب يوريكا ضعيفا في زمن بو ووصف بأنه سخيف، حتى من قبل أصدقائه. ولا يزال النقاد الحديثون يمناقشون أهمية الكتاب ويشككون في جديته، ويرجع ذلك جزئيا بسبب عدة افتراضات خاطئة داخله والوصف الفكاهي لمشاهر العلماء وقتها. ورد العمل على أنه قصيدة، وقارنها الكثيرون مع أعماله الأدبية، وخاصة قصص الخيال العلمي مثل «حقائق عن قضية إم فالديمار». وكانت محاولاته لاكتشاف الحقيقة تتبع أأسلوبه «الاستنتاجي»، كما فعل في قصصه البوليسية. كما قال بو ان الروح تظل قائمة بعد الموت وهو ما يوازي أيضا أعماله عن الظهور من وراء القبر مثل «ليجيا». يعتبر العمل تجاوزيا، وهو ما يعد غريبا باعتبار أن بو ازدرى تلك الحركة. أما بو نفسه فقد اعتبره أعظم أعماله، وزعم أنه كان أكثر أهمية من اكتشاف الجاذبية.

## ملخص العمل
يوريكا هو آخر عمل رئيسي لـ بو وأطول عمل غير خيالي يبلغ طوله حوالي 40.000 كلمة.  ترجع أصول العمل إلى محاضرة قدمها بو في 3 فبراير 1848 بعنوان «في علم كوزموغرافيا الكون» في مكتبة المجتمع في نيويورك.  كان يتوقع جمهورًا من المئات؛ حضر 60 منهم فقط وورد أن العديد منهم كانوا في حيرة من أمرهم.  كان بو يأمل في أن تغطي أرباح المحاضرة نفقات إنتاج مجلته الجديدة ذا ستايلس (بالإنجليزية: The Stylus).  بعض المراجعات في الصحافة المعاصرة أسنت على المحاضرة بينما انتقدها آخرون بقسوة.
يوريكا هي محاولة بو لشرح الكون، باستخدام افتراضه العام «لأنه لم يكن هناك شيء، وبالتالي كل الأشياء».  في ذلك، يناقش بو علاقة الإنسان بالله والكون  أو، كما يسرد في بداية المؤَلف: «صممت أن أتحدث عن الطبيعة الفيزيائية والميتافيزيقية والرياضية - للكون المادي والروحي: من جوهره ومنشأها وخلقها وحالتها الحالية ومصيرها».  تماشيًا مع هذا السرد، خلص بو إلى أن «الفراغ والزمن هما واحد»  وأن المادة والروح مصنوعان من نفس الجوهر. يقترح بو أن الناس لديهم ميل طبيعي للاعتقاد بأنفسهم على أنهم خالدون وليس لديهم شيء أكبر من روحهم - تنبع مثل هذه الأفكار من مشاعر الإنسان المتبقية عندما كان كل منهم يتشارك هويته وتكوينه مع الله. وفي النهاية، سينهار الوعي الفردي مرة أخرى إلى كتلة واحدة مماثلة، «تجمع نهائي» حيث «تختلط أعداد هائلة من الذكاء الفردي».  وبالمثل، رأى بو أن الكون نفسه يتمدد وينهار بلا حدود  مثل نبضات القلب الإلهية التي تجدد نفسها باستمرار، مما يعني أيضًا نوعًا من عدم الموت.  في الواقع، نظرًا لأن الروح جزء من هذا الخفقان المستمر، فإن كل الناس، في جوهرهم، يصبحون إلهًا بعد الموت.

## تحليل
تقدم يوريكا موضوعات ومشاعر مشابهة لبعض تلك الموجودة في أعمال بو الخيالية، بما في ذلك محاولات تجاوز عقبة الموت وتحديدًا الشخصيات التي تعود من الموت في قصص مثل سقوط بيت حاجب (بالإنجليزية: The Fall of the House of Usher) وليجيا (بالإنجليزية: Ligeia).
على غرار نظرياته حول قصة قصيرة جيدة، يعتقد بو أن الكون نظام مستقل ومغلق. في استخلاص استنتاجاته، يستخدم بو المصادقة كأداة أدبية، من خلال شخصيته سي أوجست دوبين، كما لو كان بو نفسه محققًا يحل لغز الكون.
يوريكا، إذن، هي تتويج لاهتمام بو بالتقاط الحقيقة من خلال اللغة، امتدادًا لاهتمامه بالتشفير.
يبدو أن يوريكا يواصل تقاليد الخيال العلمي التي استخدمها في أعمال مثل (MS. Found in a Bottle) و (The Facts in the Case of M. Valdemar).
ويؤكد كذلك على العلاقة بين نظريته والخيال بقوله أن الكون نفسه عمل مكتوب: «الكون حبكة من الله»، كما يقول بو، و «حبكات الله كاملة». ومع ذلك، يعترف بو بأن صعوبة تفسير هذه النظريات تأتي جزئيًا من قيود اللغة، وغالبًا ما يعتذر عن أو يشرح استخدامه للمصطلحات «الشائعة» أو «المبتذلة».
إن قرار بو الإشارة إلى القطعة على أنها «قصيدة نثر» يتعارض مع بعض «قواعد» الشعر التي وضعها في «فلسفة التكوين» و «المبدأ الشعري».
على وجه الخصوص، أطلق بو على القصيدة المثالية اسم قصير، بحد أقصى 100 سطر، مستخدماً «الموضوع الأكثر شاعرية في العالم»: موت امرأة جميلة. اقترح بو نفسه أن يُحكم على العمل على أنه عمل فني فقط، وليس علمًا، وربما يرفض جدية يوريكا.
على الرغم من أنه يستخدم المصطلحات الرياضية والعلمية، إلا أنه ربما يتحدث بالفعل عن الجماليات ويقترح وجود علاقة وثيقة بين العلم والفن.
وهذا شعور مثير للسخرية عند مقارنته برسالته في قصيدة «إلى العلم» حيث يظهر نفورًا من العلم الحديث الذي يتعدى على الروحانيات وخيال الفنان.
يناقش بو أيضًا العديد من الموضوعات المتعلقة بعلم الفلك في يوريكا، بما في ذلك سرعة النجوم وأقطار الكواكب والمسافة بينها ووزن الأرض ومدار «كوكب ليفرير» (بالإنجليزية: Leverrier's planet) المكتشف حديثًا (الذي سمي لاحقًا نبتون).
يتحول العمل إلى الفلسفة المتعالية، معتمداً بقوة على الحدس، والحركة والممارسة التي كان يحتقرها. على الرغم من أنه انتقد الحركة التجاوزية لما أشار إليه بالتصوف غير المتماسك، إلا أن يوريكا أكثر صوفية من معظم الأعمال المتعالية. تمت مقارنة يوريكا أيضًا بنظريات ماري بيكر إيدي، مؤسسة كريستيان ساينس وجوزيف سميث، مؤسس حركة قديس اليوم الآخر.
المقالة مكتوبة بطريقة تقدمية تتوقع جمهورها. على سبيل المثال، يستخدم بو المزيد من الاستعارات في العمل لاعتقاده أن القارئ يصبح أكثر اهتمامًا. يتصاعد صوت بو طوال الوقت، بدءًا من الباحث المتواضع عن الحقيقة، ثم الانتقال إلى الساخر في المنطق، وانتهى أخيرًا بصفته الباحث الرئيسي.

## التلميحات
- «يوريكا» - يشير العنوان نفسه إلى الملاحظة الشهيرة التي أدلى بها أرخميدس، والتي تعني، «لقد وجدتها».  استخدم أرخميدس المصطلح بعد الاستحمام واكتشاف مفهوم الإزاحة.
- أبيقور-بو يشير إلى الفيلسوف اليوناني القديم صاحب المؤلف «ذرات أبيقور». اعتقد أبيقور أن الواقع يتكون فقط من ذرات، أو وحدات كتلة غير قابلة للتجزئة، وفراغ.  وقد قيل أن ابتهاج بو «للعالم الزائف» أبيقور هو إشارة إلى أن يوريكا هجاء حقًا.
- أرسطو - بو يشير إلى الطالب الشهير لأفلاطون باسم «أرسطو»، الذي يدعي أنه تركي وأن أفكاره تخرج من أنفه مثل العطس.
- فرانسيس بيكون - اسم «هوج» هو إشارة إلى الفيلسوف الإنجليزي ومنشئ طريقة بيكون.
- إقليدس - يُشار إليه باسم «تقليدس»، أحد طلاب أرسطو.
- إيمانويل كانط - يصف بو كانط بأنه «الهولندي» الذي أسس الفلسفة المتعالية.

عرض هزلي من هذه المنظرين تاريخية معروفة، بما في ذلك التورية على أسمائهم، وتشير بو المقصود يوريكا أن يكون هزلي .  بدلاً من ذلك، يشير انتقاده لهؤلاء الرجال إلى حاجة بو للطعن في استنتاجاتهم قبل اتخاذ استنتاجاته الخاصة.

## تاريخ النشر
تم نشر يوريكا في طبعة صغيرة بغلاف مقوى في مارس 1848 بواسطة ويلي وبوتنام  بسعر 75 سنتًا.  أقنع بو جورج بالمر بوتنام، الذي سبق أن انتهز فرصة بو من خلال طباعة روايته الوحيدة رواية آرثر جوردون بيم من نانتوكيت في إنجلترا، لنشر يوريكا بعد أن ادعى أن هذا العمل كان أكثر أهمية من اكتشاف إسحاق نيوتن لـ الجاذبية. دفع بوتنام لبو أربعة عشر دولارًا مقابل العمل.  اقترح بو طباعة أولية لا تقل عن مليون نسخة؛ استقر بوتنام على 750، تم بيع 500 منها في ذلك العام. تقول روايات أخرى أن بو طلب 50000 نسخة، وتمت طباعة 500 نسخة.  استلم بو الدفعة الكاملة البالغة 14 دولارًا مقدماً من الناشر.

## التأثير والأهمية
تمت قراءة يوريكا بعدة طرق، ويرجع ذلك جزئيًا إلى أن صدق بو في العمل أمر مشكوك فيه. لقد تم اعتباره علميًا نبويًا، ورومانسيًا حدسيًا، وحتى ساخرًا محسوبًا.  عدم وجود دليل علمي، قال بو إن هدفه لم يكن إثبات صحة ما يقول، ولكن الإقناع من خلال الاقتراح.
على الرغم من أن النقاد المعاصرين رفضوا يوريكا لعدم وجود قيمة علمية أو جدارة،  عمل بو ينذر العلم الحديث بمفهومه الخاص عن الانفجار العظيم .  افترض أن الكون بدأ من جسيم واحد أو تفرد، أراده «الإرادة الإلهية». هذا «الجسيم البدائي»، الذي بدأه الله،  ينقسم إلى جميع جسيمات الكون. تبحث هذه الجسيمات عن بعضها البعض بسبب وحدتها الأصلية (الجاذبية) التي تؤدي إلى نهاية الكون كجسيم واحد. يعبر بو أيضًا عن نظرية كونية كانت متوقعة نظرية الثقوب السوداء وكذلك أول حل معقول ل مفارقة أولبرز (سماء الليل هو الظلام على الرغم من العدد الهائل من النجوم في الكون).  في عام 1987 نشر عالم الفلك إدوارد روبرت هاريسون كتابًا بعنوان ظلام الليل عن هذه المفارقة. أوضح هذا الكتاب لماذا يفسر نقص الطاقة التناقض، ويوضح كيف اكتشف هاريسون أن بو توقع هذا الاستنتاج. تؤكد إعادة التقييم العلمي لـ يوريكا أيضًا أن بو كان أول شخص تصور كونًا نيوتونيًا متطورًا مع الأخذ في الاعتبار أنه لا شيء يمكن أن يمنع النجوم أو المجرات من الانهيار على بعضها البعض.
ومع ذلك، فإن العديد من استنتاجات بو هي تخمينية بسبب رفضه للمنطق التحليلي وتأكيده على الحدس والإلهام.
علاوة على ذلك، تحتوي يوريكا على العديد من الأخطاء العلمية. على وجه الخصوص، عارضت اقتراحات بو مبادئ نيوتن فيما يتعلق بكثافة الكواكب ودورانها.  ويقول أيضًا أن يوهانس كيبلر توصل إلى استنتاجاته ليس من خلال العلم بل من خلال التخمين.  لهذا السبب، فقد تم اقتراح أن ما يطلبه بو صحيح في يوريكا لا يتعلق في الواقع بهذا الكون، بل يتعلق بالكون الخيالي الموازي الذي يخلقه بو.  إذا كان هذا هو الحال، كما فسرها الشاعر ريتشارد ويلبر، ينتقد بو هذا العالم، مشيرًا إلى أنه قد ابتعد عن الله من خلال رفع العقل العلمي فوق الحدس الشعري.
يشير النقاد الأكثر حداثة أيضًا إلى أن يوريكا هي علامة على تدهور صحة بو العقلية في نهاية حياته.  عارض عالِم الفيزياء الفلكية آرثر ستانلي إدينجتون هذه الفكرة، مُعلنًا أن «يوريكا ليست عملاً من أعمال التنقيط أو العقل المضطرب».  في النص، كتب بو أنه كان يعلم أنه يمكن اعتباره مجنونًا.  ألقيت المحاضرة التي استند إليها المقال بعد أيام قليلة من ذكرى وفاة زوجته فيرجينيا، مما يشير إلى وجود صلة بين الحدث ونظرياته الجديدة.  يبدو أن بو رفض الموت في يوريكا وبذلك يتجاهل قلقه من مشكلة الموت.
يعتقد بعض النقاد المعاصرين أن يوريكا هي المفتاح لفك رموز المعنى في جميع أدب بو، وأن جميع أعماله تتضمن نظريات متشابهة.

## استقبال حرج
كان الرد على يوريكا غير موات إلى حد كبير. قطعت صديقة بو ماري لويز شو، التي ساعدت زوجته فيرجينيا على فراش الموت، صداقتهما لأنها أساءت إلى معتقداتها الدينية.
بعد نشر يوريكا ، تم نشر لوم شديد من مجهول في المجلة الأدبية . اعتقد بو أن الكتاب كتبه جون هنري هوبكنز جونيور (1820-1889)، وهو طالب لاهوتي شاب، كان قد انتقد العمل سابقًا باعتباره مؤمنًا بوحدة الوجود «يجبره الضمير على التنديد بها».  اعتقد الناقد الأدبي جورج إدوارد وودبيري في عام 1885 أن المقالة تستند إلى فهم فظ للعلم الذي يتعلمه الطالب في المدرسة «أصبح سخيفًا» بسبب العبثية وكثافة جهله.  توماس دن، الكاتب والمحامي والطبيب الذي انتقد بو بشكل متكرر كتب مقالاً إخباريًا لـجون دونكي بعنوان «الانهيار الأدبي العظيم». وأوضح المقال أن رفًا للكتب تحطم لأن شخصًا ما قام «بشكل غير حكيم» بتكديس طبعة من يوريكا عليه وأنه كان من المعجزة أن المبنى بأكمله لم يسقط بسبب ذلك.
كما تلقت المحاضرة التي استندت إليها يوريكا آراء سلبية. كتب صديق بو إيفرت دويكينك إلى شقيقه أن المحاضرة كانت تضايقه حتى الموت وأنها كانت «مليئة بالجفاف السخيف للعبارة العلمية - قطعة جبلية من العبث».  وصفته إحدى الصحف المحلية بأنه «هراء زائد»،  الرغم من أن إحدى المنشورات وصفته بأنه «جهد أنبل من أي جهد آخر قدمه السيد بو للعالم حتى الآن».  قال أعضاء الجمهور إنها لم تكن مقنعة أو كانت طويلة جدًا.  ومع ذلك، اعتبر بو أن يوريكا هي تحفته الفنية. كان يعتقد أن العمل سيخلده لأنه سيثبت أنه صحيح.  في المقدمة، قال بو: «كقصيدة فقط أتمنى أن يُحكم على هذا العمل بعد وفاتي».
بعد نشره كتب إلى خالته ماريا كليم قائلاً: «ليس لدي رغبة في العيش منذ أن كتبت يوريكا . لم أستطع إنجاز أي شيء أكثر من ذلك».  قال لصديق أنه يعتقد أن جيله المعاصر غير قادر على فهم ذلك، لكنه سيكون موضع تقدير، إذا حدث، بعد ألفي عام.
ومع ذلك ، استجاب بعض النقاد بشكل إيجابي لـ يوريكا . وأشاد الكاتب الفرنسي بول فاليري بها لما تتمتع به من مزايا شعرية وعلمية ، ووصفها بأنها قصيدة مجردة تستند إلى أسس رياضية.  أشار ألبرت أينشتاين ، في رسالة كتبها عام 1934، إلى أن يوريكا كانت «إنجازًا رائعًا لعقل مستقل بشكل غير عادي.»[بحاجة لمصدر]